# مورتال کامبت: نیروهای ویژه
مورتال کامبت: نیروی ویژه (به انگلیسی: Mortal Kombat: Special Forces) یک بازی ویدئویی سه‌بعدی به سبک اکشن-ماجراجویی از مجموعه بازی‌های مورتال کامبت است که توسط میدوی گیمز در سال ۲۰۰۰ برای کنسول پلی‌استیشن ساخته و منتشر شده‌است. شخصیت اصلی این نسخه جکس بریگز از مبارزان مجموعه مورتال کامبت می‌باشد.